# Camillo Pantaleone
Camillo Pantaleone (Palermo, 11 luglio 1947 – Palermo, 22 maggio 2014) è stato un giornalista italiano.

## Biografia
Era figlio di Salvatore Pantaleone, il comandante "Orione", che combatté nella brigata partigiana Osoppo in Friuli Venezia Giulia .
Alla fine degli anni '60 fu dirigente giovanile del PCI siciliano .
Giornalista professionista dal 1974, fu assunto al quotidiano L'Ora di Palermo. Collaborò con la Rai e con il quotidiano “l'Unità”. 
Nel 1985 venne chiamato all'ufficio stampa dell'Assemblea Regionale Siciliana, di cui sarebbe diventato responsabile dal 2004 al 2011.

## Pubblicazioni
- Mafia ieri e oggi : nel 38. anniversario dell'uccisione di Accursio Miraglia; a cura di Camillo Pantaleone, Palermo, Istituto Gramsci siciliano, 1985